# Piano chineun daetongnyeong
Piano chineun daetongnyeong (피아노 치는 대통령?), noto anche con il titolo internazionale The Romantic President, è un film del 2002 diretto da Jeon Man-bae e scritto da quest'ultimo in collaborazione con Kwak Jae-yong.

## Trama
Choi Eun-soo è un'insegnante nota nel proprio istituto per la stravaganza che utilizza durante le proprie lezioni; Han Min-wook è invece il preside della medesima scuola, da tutti apprezzato a causa del suo comportamento onesto e rispettabile. Eun-soo tuttavia è l'unica a trattare Min-wook in maniera estremamente diretta, tanto che i due si ritrovano sempre a litigare per i motivi più disparati.

## Distribuzione
In Corea del Sud la pellicola ha goduto di una distribuzione a livello nazionale a cura della CJ Entertainment, a partire dal 6 dicembre 2002.